# Beechcraft Super King Air
A família Beechcraft Super King Air faz parte de uma linha de aviões bimotores turboélice produzidos pela  Beech Aircraft Corporation (atualmente a Beechcraft Division da Beechcraft Hawker). A linha The King Air dispõe de um número de modelos que se dividem em quatro famílias: A série Model 90, A série Model 100, série Model 200 e série Model 300os dois últimos modelos foram originalmente comercializados como " Super King Air ", mas o "Super" foi retirado em 1996.
A família Super King Air está em produção contínua desde 1974, a mais longa produção contínua de qualquer aeronave turboélice civil em sua classe. Ele sobreviveu a todos os seus concorrentes anteriores e desde 2009, o único concorrente de sua classe é o Piaggio Avanti. Desde dezembro de 2009, o B200, B200GT e o B300 são os modelos de produção. Versões especificas para missões especiais destes modelos também estão disponíveis para encomenda.